# 7195 Danboice
A 7195 Danboice (ideiglenes jelöléssel 1994 AJ) a Naprendszer kisbolygóövében található aszteroida. Kobajasi Takao fedezte fel 1994. január 2-án.